# یواس‌اس ریستورر (ای‌آراس-۱۷)
یواس‌اس ریستورر (ای‌آراس-۱۷) (به انگلیسی: USS Restorer (ARS-17)) یک کشتی بود که طول آن ۱۸۳ فوت ۳ اینچ (۵۵٫۸۵ متر) بود. این کشتی در سال ۱۹۴۲ ساخته شد.